# Juan José Nogués
Juan José Nogués (de son vrai nom Joan Josep Nogués Portalatín), né le 28 mars 1909 à Borja près de Saragosse et mort le 2 juillet 1998, était un joueur et entraîneur de football espagnol.

## Joueur
Il est d'abord gardien de but pour Saragosse (surnommé les tomates, avec leur uniforme rouge après la fusion avec Iberia pour créer le Real Saragosse en 1932). Nogués fait son premier match dans La Liga avec le FC Barcelone le 12 décembre 1930 (match nul 1-1) contre le Racing de Santander. Durant sa carrière de joueur, il remporte 5 fois le championnat de Catalogne. Entre 1932 et 1941, il joue 10 matchs avec le XI catalan. Le 14 février 1934, il joue contre l'équipe d'Espagne aux Corts. L'Espagne, qui se prépare alors pour la coupe du monde 1934, gagne 2-0. Nogués est ensuite appelé dans la sélection espagnole pour disputer le mondial. Il joue donc son seul match avec la Roja en quart-de-finale retour contre les futurs vainqueurs italiens le 1er juin 1934, en remplaçant Ricardo Zamora blessé au premier match. À la fin de la compétition, l'équipe du Brésil, avec son meilleur joueur Leônidas, joue deux fois contre le XI catalan avant de rentrer au pays et Nogués joue les deux matchs. Le 17 juin, les Catalans battent les Brésiliens 2-1 aux Corts et font match nul 2-2 le 24 juin à Gérone.

## Entraîneur
Après sa retraite de joueur, Nogués entraîne le FC Barcelone durant la saison 1941-42. Le Barça, avec Domènec Balmanya, n'a pas la saison escomptée. Ils remportent quand même le Copa del Rey, en battant l'Athletic Bilbao 4-3 après prolongation. Durant la saison 1942-43, Nogués quitte le Barça 3e de La Liga et demi-finaliste de la Copa del Rey. Lors de cette demi-finale, Ils battent le Real Madrid CF 3-0 au match aller aux Corts et perdent le match retour 11-1 à Charmartín. On dit que les joueurs du Barça furent encouragés à perdre par les supporters du régime de Franco.
Nogués entraîne ensuite le Gimnàstic de Tarragona durant les années 1940. En 1947, le Gimnàstic perd en demi-finale de la Copa del Rey contre l'Espanyol Barcelone, après avoir éliminé le Barça en quart. Ils finissent la saison 1947 à la septième place et battent le 11 janvier 1948 le Real Madrid CF 3-1 à Bernabéu. Ils deviennent la première équipe à vaincre le Real à Bernabéu.

## Palmarès
Joueur
FC Barcelone
- Coupe de Catalogne : 5
  - 1930, 1931, 1932, 1935, 1936

Entraîneur
CF Barcelone
- Copa del Generalísimo : 1
  - 1942